# Компасник пронизанолистий
{{#ifeq:0|0|{{#if:|{{#if:Silphiumperfoliatum|[[]}}|}}}}
Компасник пронизанолистий (Silphium perfoliatum) — це вид квіткових рослин із родини складноцвітих, що походить із східної та центральної Північної Америки. Це прямовисна трав'яниста багаторічна рослина з трикутними зубчастими листками та жовтими квітковими головками, схожими на ромашку, влітку. Вид використовувався в медицині серед індіанців Північної Америки. В Європу, в сади, був завезений з 18 століття (зараз є кілька декоративних сортів). Нещодавно він був випробуваний як джерело енергії біомаси, по суті, для виробництва біометану, і в більш агроекологічний спосіб, ніж з кукурудзою. Місцево використовується як корм, за поживністю близький до люцерни (менш енергетичний, ніж кукурудза, але значно багатий на білок: від 4,9% до 15% сухої речовини). Він має потенціал як фітоочищувальна рослина та/або для захоплення та поглинання вуглекислого газу за допомогою своїх кореневищ. Фермери все ще не наважуються садити цю багаторічну культуру, оскільки інші види виробляють більше біомаси та/або метану; це дорого в перші роки, іноді важко реалізувати та менш прибутково, ніж інші. У Сполучених Штатах росте на сонячних, але прохолодних ґрунтах, злегка вологих влітку, сильфія може бути місцево дуже інвазивною.
В Україні вид росте на всій території в садах і парках, іноді дичавіє.

## Морфологічна характеристика
Рослини 75–300 см. Стебла квадратні, голі, шипуваті або шорсткі. Листки: прикореневі кадукові; стеблові зазвичай супротивні, рідко мутовчасті, черешкові чи сидячі; пластинки дельтоподібні, ланцетоподібні або яйцеподібні, 2–41 × 0.5–24 см, основи звужені або зрізані, краї цілі, зубчасті або двозубі, верхівки від загострених до гострих, грані від шкірчастих до шорстких. Філярії (приквітки обгортки складної квітки) в числі 25–37 у 2–3 рядах, зовнішні притиснуті, верхівки від гострих до загострених. Променевих квіток 17–35; віночки жовті. Дискових квіток 85–150(200); віночки жовті. Ципсели (сухий, не розкривний плід) 8–12 × 5–9 мм; папуси 0.5–1.5 мм.